# Erris van Ginkel
Erris van Ginkel (Veenendaal, 13 juli 1971) is een Nederlands theatermaker, regisseur en scenarioschrijver.  
Sinds 2014 is Van Ginkel artistiek leider van Theatergroep Toetssteen, waar hij oorspronkelijk als acteur begon, en heeft daar voor verschillende voorstellingen het script geschreven en de regie gedaan. Ook schrijft hij regelmatig samen met Roos Schlikker, waaronder in 2018 voor RTL Soof, de Musical: met onder andere Winston Post en Maike Boerdam, gebaseerd op de gelijknamige films en serie. Daarnaast schreef en regisseerde Van Ginkel voorstellingen die werden geproduceerd door onder andere Janke Dekker en Rick Engelkes. 
In 2017 was Van Ginkel met de door hem geschreven en geregisseerde musical Dansen met de vijand vier maal genomineerd voor een Musical Award, waaronder voor "Beste Kleine Musical". Ook is hij met verschillende producties genomineerd geweest voor een Gouden Reiger, een Nederlandse filmprijs voor de beste opdrachtfilm.